# Basilica di San Giorgio Maggiore
San Giorgio Maggiore (San Zorzi Mazór in veneziano)  è una basilica sull'Isola di San Giorgio Maggiore a Venezia, parte dell'omonimo monastero. La chiesa, progettata da Andrea Palladio che realizzò anche il refettorio, si affaccia sul Bacino di San Marco.

## Storia
La prima chiesa dedicata a San Giorgio sorse tra l'VIII e il IX secolo; nel 982 l'isola venne donata dal doge Tribuno Memmo a un monaco benedettino, il beato Giovanni Morosini, che vi fondò l'adiacente monastero (il monastero di San Giorgio Maggiore) di cui fu il primo abate.
Per la costruzione del refettorio (1560-1563) del monastero prima e poi per il progetto della nuova chiesa fu chiamato l'architetto Andrea Palladio.
Nel 1566 fu posta la prima pietra, mentre nel 1575 erano già stati innalzati i muri perimetrali e il tamburo della cupola. Quest'ultima fu completata nel 1576 e nel 1591 fu ultimato il coro. La facciata venne realizzata tra il 1597 e il 1610,  30 anni dopo la morte del maestro, da Simone Sorella con la consulenza di Vincenzo Scamozzi.
L'attuale campanile (alto 75 m) fu progettato dall'architetto somasco Benedetto Buratti e risale al 1791. Quello costruito nel 1467 era crollato nel 1774. A canna quadrata, con cella in pietra d'Istria e cuspide conica, offre un panorama unico su Venezia e sulla laguna.
Tuttora i monaci benedettini officiano la chiesa abbaziale.
Nel marzo del 1900 papa Leone XIII la elevò al rango di basilica minore anche per ricordare il centenario dell'incoronazione di papa Pio VII, celebrata in questa chiesa alla fine del conclave del 1799-1800, che si era tenuto nell'isola.

### Refettorio palladiano del monastero
Il primo contatto fra Andrea Palladio e la ricchissima congregazione benedettina di Santa Giustina riguarda la costruzione del refettorio del convento di San Giorgio Maggiore a cominciare dal luglio del 1560 per concludersi tre anni più tardi. In realtà si tratta della ristrutturazione e del completamento di un edificio impostato una ventina d'anni prima che Palladio trasforma in una delle sue realizzazioni più sontuose e affascinanti; questa conduce all'aula del refettorio attraverso una calibrata sequenza scenografica di spazi su due livelli.
Un'ampia scalinata conduce a un primo grandioso portale (citazione filologica di un preciso modello romano antico: il portale del San Salvatore a Spoleto) attraverso il quale si accede a un vestibolo dove, su di un pavimento bianco e rosso, sono collocati due straordinari lavamani gemelli di marmo rosso; quindi un secondo portale — che è una reinterpretazione palladiana del precedente — introduce nella grande aula. Quest'ultima è coperta da una grandiosa volta a botte che si trasforma in crociera sulla mezzeria per consentire l'apertura di due finestre termali: il modello è evidentemente la copertura degli ambienti termali antichi, già ricercata in progetti giovanili come villa Valmarana a Vigardolo (1542), ma qui riproposti in un'inedita enfasi dimensionale.

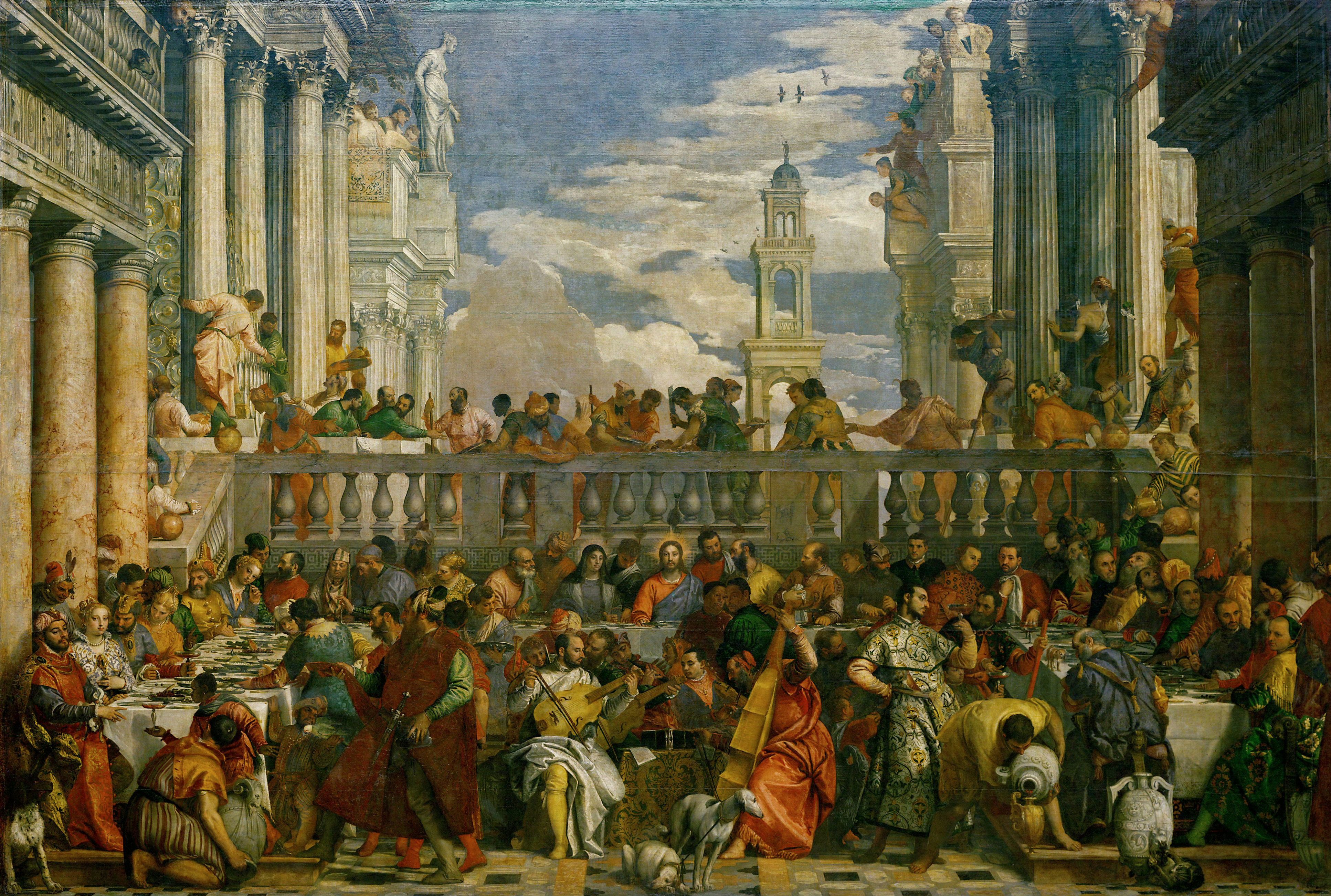
Il grande dipinto delle Nozze di Cana (1563), commissionato per il refettorio, trafugato da Napoleone e oggi al museo del Louvre.

La magnificenza dell'architettura del refettorio era in origine completata dal posizionamento sulla parete di fondo della grande tela raffigurante le Nozze di Cana, commissionata a Paolo Veronese già nel 1562 e conclusa in poco più di un anno di lavoro. Senza dubbio il dipinto era stato pensato in relazione allo spazio palladiano e alla grande finestra termale sovrastante, ma fu trafugato nel 1797 per volontà di Napoleone e trasferito al Louvre.
La straordinaria ricchezza dell'insieme rende testimonianza della qualità del gusto dei monaci e della grandiosità del tenore di vita del monastero, uno dei più potenti d'Italia. Tuttavia ciò non impedisce ai monaci di imporre la conservazione delle arcaiche finestre cinquecentesche — evidentemente residuo del primo cantiere — che Palladio si deve limitare a incorniciare con elementi all'antica.

### Chiesa del monastero
In sostanziale continuità con la progettazione del refettorio, a pochi anni di distanza Palladio affronta la costruzione della grande chiesa del convento, senza dubbio il suo cantiere più complesso e difficile dai tempi delle Logge della Basilica vicentina. Le grandi ricchezze del monastero e della potente Congregazione di Santa Giustina dettano la scala dell'intervento; le precise indicazioni liturgiche e le tradizioni dell'Ordine determinano la scelta della pianta longitudinale, nonché la presenza di coro, presbiterio, crociera, navata e cupola.
Tra il novembre 1565 e il marzo 1566, il progetto di Palladio viene trasposto in un modello che impressiona profondamente Giorgio Vasari in visita a Venezia. Nel gennaio dell'anno successivo si stipulano i contratti con gli scalpellini e i muratori che devono seguire i profili e le misure indicate da Palladio. Nel 1576 è finita la struttura generale.
Solo una trentina d'anni dopo la morte di Palladio, tra il 1607 e il 1611, si realizza anche la facciata attuale, che tuttavia studi recenti stanno dimostrando lontana dall'originaria volontà palladiana.
I documenti d'archivio dimostrano che la direzione di cantiere fu affidata al proto-scalpellino Simone Sorella, incaricato di "seguire il modello di Palladio" senza sostanziali mutamenti. Parallelamente Vincenzo Scamozzi, continuatore di molte opere non finite di Palladio, fu stipendiato come consulente architetto: redasse disegni di dettaglio, difese in Senato la soluzione "a doppio timpano" e supervisionò il completamento strutturale dell'intera chiesa.
Per questo le fonti sette-ottocentesche e alcuni repertori enciclopedici avevano attribuito a lui l'"ultimazione" dell'opera, mentre la storiografia più recente distingue ormai nettamente fra la realizzazione materiale (di Sorella) e la revisione progettuale-ideologica (di Scamozzi).

## Descrizione

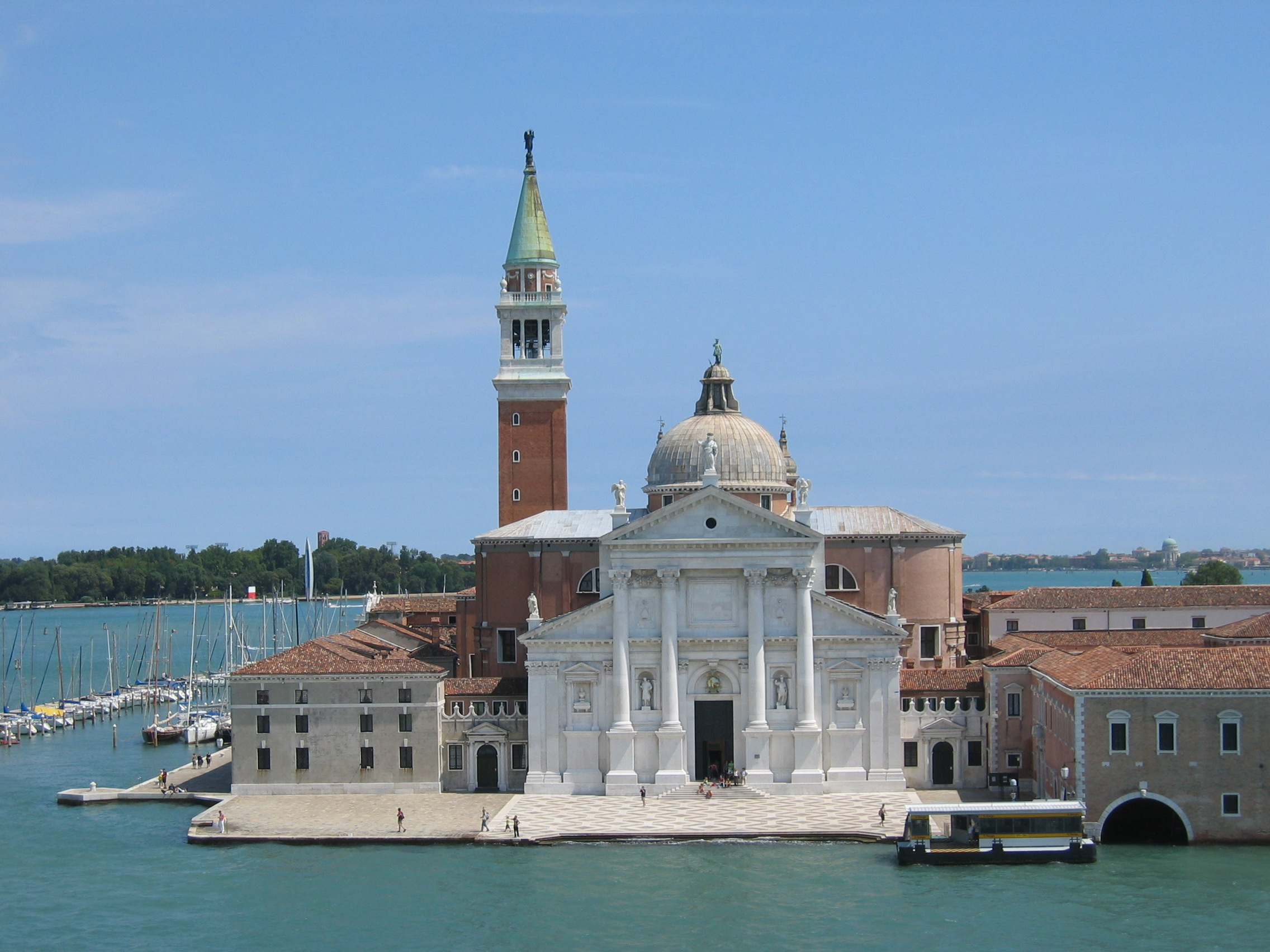
La facciata

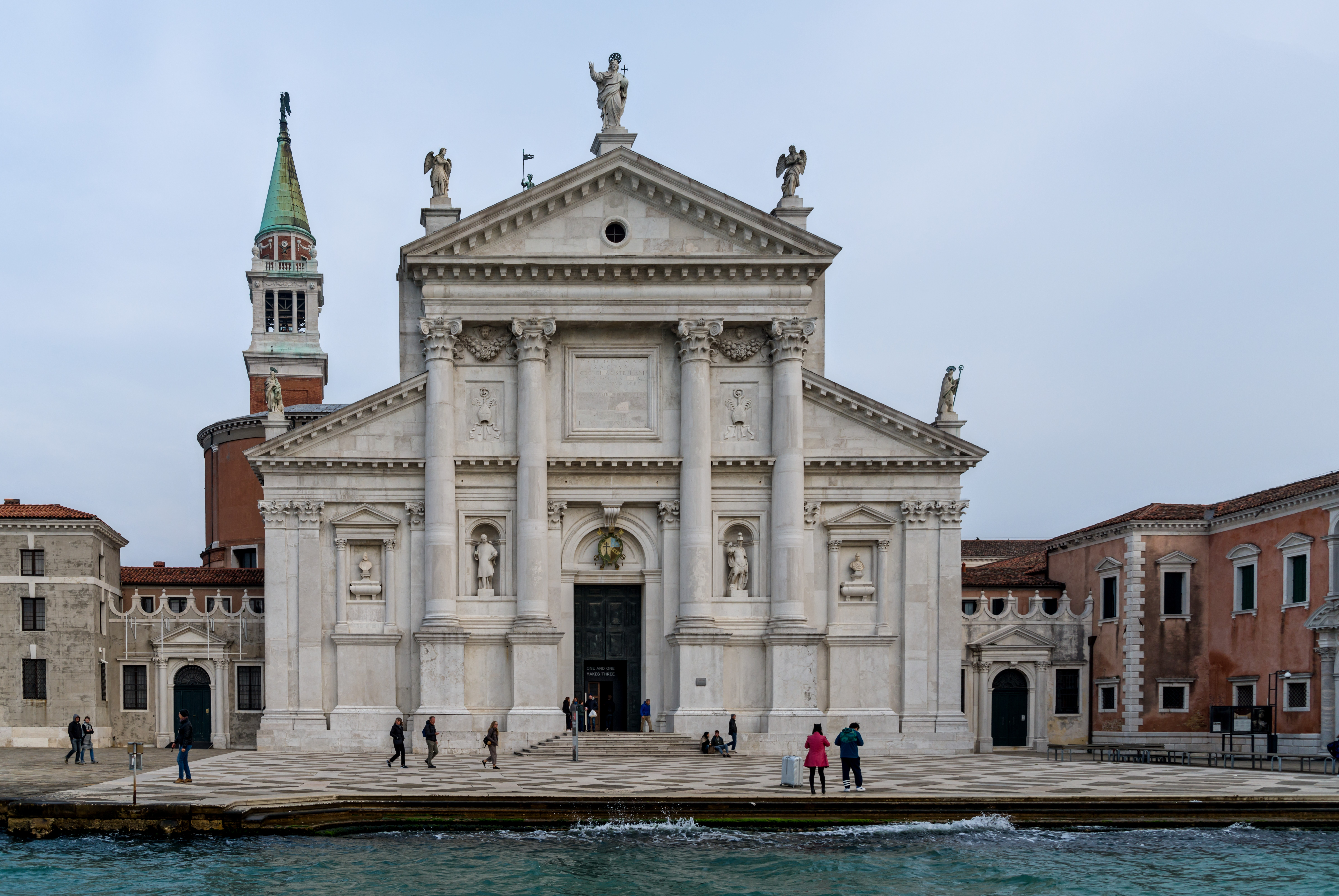

### Facciata
La facciata ha un unico accesso con ordine gigante di quattro colonne composite su alti plinti, sormontate da trabeazione reggente un classico timpano, come un tempio prostilo tetrastilo. Ciò si intreccia con un retrostante schema templare il cui frontone poggia su un architrave poco aggettante, retto da paraste. Ai lati del portale le statue di San Giorgio e di Santo Stefano, contitolare della chiesa e più esternamente i busti dei dogi Tribuno Memmo e Sebastiano Ziani.
La soluzione adottata dal Palladio per questa facciata è simile a quella quasi contemporanea progettata per San Francesco della Vigna. È una soluzione fantasiosa ed è un contributo originale alla risoluzione di uno dei problemi più sentiti dagli architetti rinascimentali, cioè quello di trovare il modo di dotare di un prospetto ispirato al tempio classico un edificio tripartito come la chiesa cristiana a tre navate. Palladio mette assieme disinvoltamente due prospetti templari, uno per la navata centrale e uno minore spezzato per le due navate laterali.
Tuttavia, a differenza del prospetto del Redentore, eseguito dallo stesso Palladio, per San Giorgio Maggiore la critica ha evidenziato un limite dovuto alla partizione di questa facciata: infatti, la mancanza di unità tra la parte centrale e quelle laterali è accentuata dall'alternarsi di una sequenza largo-stretto-largo-stretto-largo individuata dagli intercolumni che articolano il prospetto stesso.

### Interno

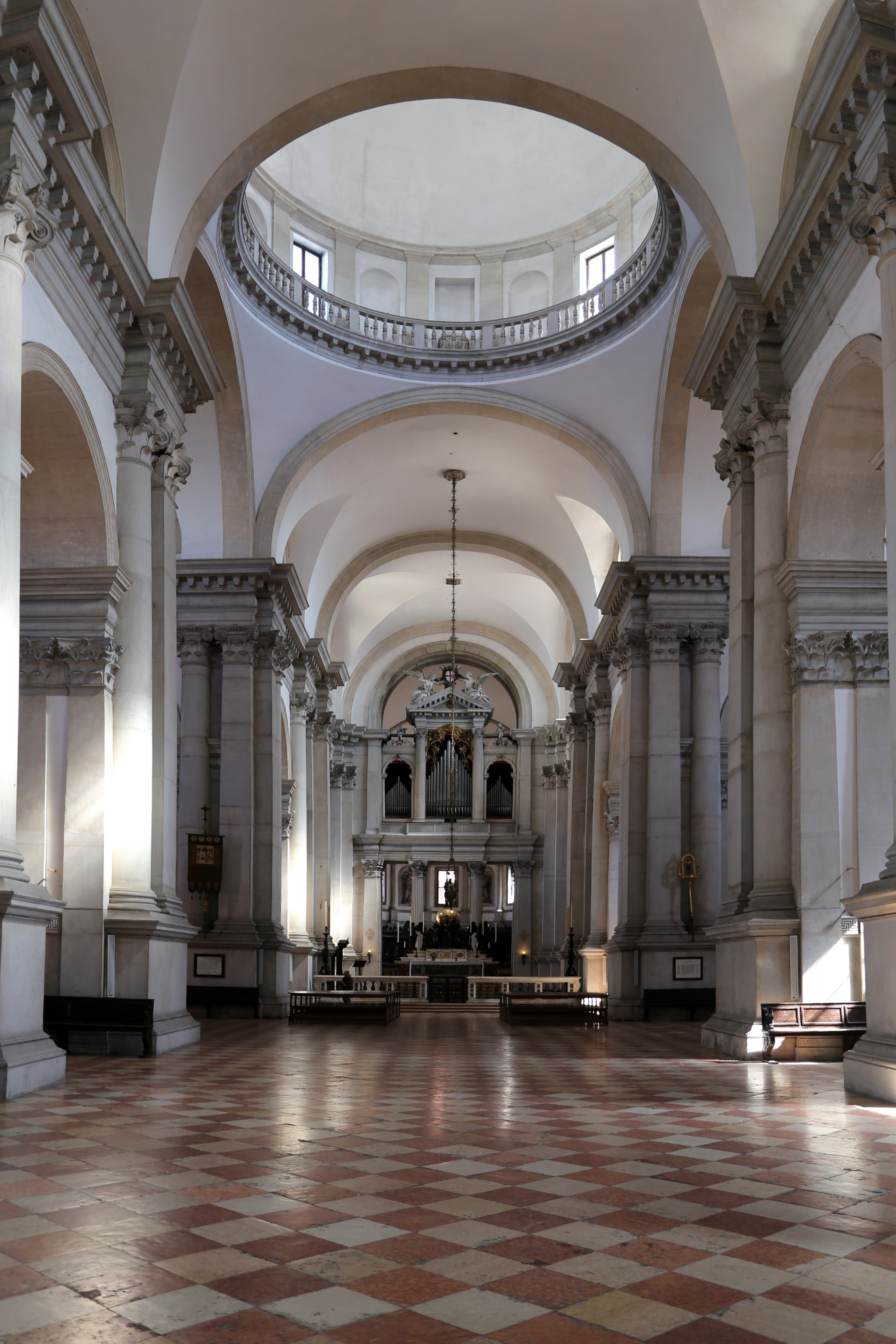
L'interno

Come la facciata, anche la pianta rappresenta una soluzione originale, in quanto combina la pianta centrale di tradizione classica con la pianta cruciforme; in ciò si manifesta l'influenza che i dettami della controriforma iniziavano ad avere sull'orientamento rinascimentale nell'architettura delle chiese. La cupola divide infatti entrambi gli assi della chiesa in due parti uguali, con l'asse longitudinale più lungo del transetto (absidato). Le navate laterali e l'ampio coro ligneo finemente intarsiato absidato (posto a prolungamento del presbiterio) si addizionano a questa pianta, che si apprezza al meglio da sotto la cupola.
Come già Leon Battista Alberti cento anni prima, così Palladio prende a modello i grandi edifici termali romani antichi. Nella planimetria si possono leggere con chiarezza le quattro entità spaziali chiamate da Palladio a comporre il corpo dell'edificio. Alla navata principale voltata a botte e controventata da tre volte a crociera — un vero e proprio frigidarium delle terme romane — segue l'improvvisa espansione laterale delle absidi e verticale della grande cupola su tamburo; a quest'ultima Palladio affianca lo spazio estremamente studiato del presbiterio dal quale, attraverso una transenna di colonne, è visibile il coro che si pone come un interno-esterno, quasi la transenna fosse il pronao di una villa attraverso il quale osservare il paesaggio.
La sequenza degli spazi corre lungo un asse centrale molto marcato che garantisce la continuità e il trapasso da una zona della chiesa a un'altra. Nei dettagli dell'ordine Palladio ricerca la massima varietà, rifiutando soluzioni facili e prevedibili; una grande enfasi è data alla forza plastica delle membrature: le semicolonne sono enfiate oltre il diametro e i pilastri sono molto sporgenti; vi è una forte ricerca di continuità verticale negli elementi dell'ordine. L'esito è un edificio grandioso, che fa rivivere l'emozione spaziale delle realizzazioni romane antiche.
Molti dipinti di grande interesse sono conservati nella basilica. I più importanti sono: Madonna in trono e Santi di Sebastiano Ricci; l'Ultima Cena e Raccolta della manna di Jacopo Tintoretto (nel presbiterio); altre tele di Palma il Giovane, Domenico Tintoretto, Jacopo Bassano. Degni di nota anche gli stalli del coro, con bassorilievi di Albert Van der Brulle.
Sull'altare Maggiore opera di Antonio Vasillacchi detto l'Aliense, troneggia un gruppo bronzeo di Gerolamo Campagnache rappresenta i Quattro Evangelisti che sostengono il mondo e la Trinità

### Organo a canne
Sopra la parete che divide il presbiterio dal coro si trova il pregevole organo a canne costruito nel 1750 da Pietro Nacchini e restaurato nel 1887 da Pietro Bazzani. Lo strumento, a trasmissione meccanica, ha una tastiera di 57 note con prima ottava scavezza e pedaliera a leggio costantemente unita al manuale e anch'essa con prima ottava scavezza.

### Campanile

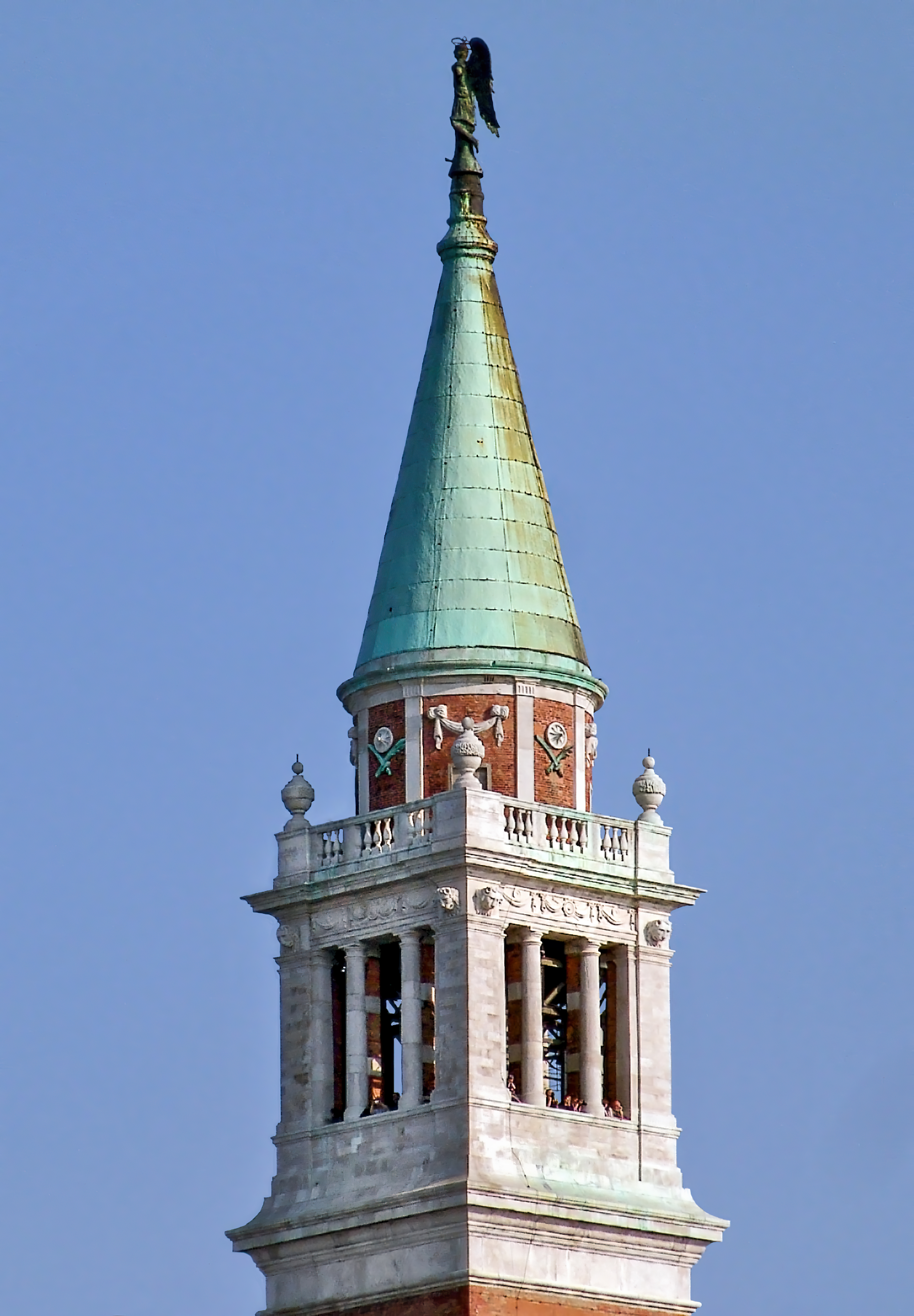
Parte superiore del campanile

Il campanile, aperto al pubblico, è il quarto per altezza in città. Dalla cella, raggiungibile attraverso un ascensore, si gode di un ampio panorama del centro storico. Ospita nove campane:
1ª (Reb3) 
2ª (Mib3) 
3ª (Fa3 crescente) 
4ª (Solb3 crescente) 
5ª (Lab3 crescente) 
6ª (Sib3 crescente) 
7ª (Si3 crescente) 
8ª (Do4 crescente)
9ª (Reb4 crescente) 
La 7ª è fissa, le altre possono suonare in movimento.

## Influenza culturale
L'autore inglese Edward Morgan Forster cita San Giorgio Maggiore nel capitolo "Sulla Bellezza" del suo romanzo Passaggio in India, in cui il protagonista Cyril Fielding esprime un contrasto tra ciò che lui percepisce come mancanza di equilibrio nell'architettura india rispetto alla perfezione di quella italiana.
Il fumettista giapponese Hirohiko Araki ambienta nella basilica il capitolo 516 del suo manga Le Bizzarre Avventure di JoJo (in Vento Aureo, il quinto arco della serie).